# Друзи
Друзите са етнорелигиозна, арабска общност, населяваща предимно страните на Близкия изток (Сирия, Ливан, Израел, Йордания и др.), те изповядват монотеистична религия, отделила се от исмаилитския клон на шиитския ислям през 11 век.

## Описание
Друзите са араби, които изповядват друзизма – религия, която преди е била една от частите на исмаилитската шиитска секта, но през 11 век се отцепва от нея и прекратява религиозните контакти с исмаилитите още през Средновековието, като впоследствие претърпява значителни промени. Учението на друзите възниква сред исмаилитите от Египет и Южен Ливан в началото на 11 век под влияние на проповедите на мисионера Мохамед бен Исмаил Наштакин ад-Дарази и е кръстено на него. Самите друзи често имат негативно отношение към личността на Дарази и не използват думата „друз“ като самоназвание.
Невъзможно е да се приеме друзката религия, тъй като няма институция за покръстване към друзката вяра. Друз е този, който се придържа към традиционната си религия и чиито баща и майка са друзи. Самите друзи, които вярват в преселването на душите, твърдят, че всяка човешка душа е получила възможността да приеме друзката религия през периода на така наречените „отворени порти“ (до 15 век от християнската хронология, според някои други източници - до 12-13 век пр.н.е.). Всички души, които са взели решение да приемат вярата на друзите, се прераждат в друзи, останалите души отказват да се обърнат към вярата на друзи.

## Друзите в Израел
Израелските друзи са религиозно малцинство в Израел. През 2004 година те наброяват 102.000 души.
В 1957 по искане на вождовете на друзите израелското правителство ги категоризира като самостоятелна етническа група. Друзите са арабско говорещи граждани на Израел, служещи в армията. Членове на тази група са достигали високи политически, обществени и военни постове. 